# Майский район (Кабардино-Балкария)
 Ма́йский райо́н — административно-территориальная единица и муниципальное образование (муниципальный район) в составе Кабардино-Балкарской Республики Российской Федерации.
Административный центр — город Майский.

## География
Майский район расположен в восточной части Кабардино-Балкарской Республики и граничит с Лескенским районом на юго-западе, Урванским районом на западе, Прохладненским районом и городским округом Прохладный на севере, Терским районом КБР на востоке, а также с Кировским районом Северной Осетии на юге.
По зональному районированию территория района делится на две зоны — равнинную и предгорную. Практически вся территория района расположена в равнинной зоне республики. Площадь территории Майского района составляет 384,8 км².
Через территорию района протекают наиболее крупные реки республики — Терек, Черек, Баксан и Малка, а также реки — Лескен, Деменюк, Аргудан, Псыгансу, Псариша, Чёрная, Павлиха и другие.

## История
Майский район был образован постановлением Президиума ВЦИК от 29 декабря 1937 года из Майского, Александровского, Котляревского, Пришибского и Ново-Ивановского сельсоветов Прималкинского района Кабардино-Балкарской АССР.
В 1963 году Майский район был упразднён и включён в состав Прохладненского сельского района, а Александровский сельсовет передан в состав Терского района.
В 1965 году в ходе административных преобразований районов КБАССР, Майский район был восстановлен в своих прежних границах.
В 2005 году в районе были ликвидированы городская и сельские администрации и образованы 5 муниципальных образований, со статусом городского и сельских поселений.

## Население
| 1970    | 1979    | 1989    | 2002    | 2010    | 2011    | 2012    | 2013    | 2014    | 2015    |
| ------- | ------- | ------- | ------- | ------- | ------- | ------- | ------- | ------- | ------- |
| 30 238  | ↗33 423 | ↗35 990 | ↗40 051 | ↘38 625 | ↘38 541 | ↗38 572 | ↘38 327 | ↘38 232 | ↗38 518 |
| 2016    | 2017    | 2018    | 2019    | 2020    | 2021    | 2023    | 2024    | 2025    |         |
| ↗38 713 | ↗38 981 | ↘38 936 | ↘38 685 | ↘38 289 | ↗38 297 | ↘37 828 | ↘37 609 | ↘37 595 |         |

### Урбанизация
Городское население (город Майский) составляет 69.72 % от всего населения района.

### Национальный состав
По итогам переписи населения 2020 года проживали следующие национальности (национальности менее 1 % и другое, см. в сноске к строке «Другие»):
| Национальность | Численность, чел. | Доля     |
| -------------- | ----------------- | -------- |
| Русские        | 24 989            | 65,25 %  |
| Турки          | 4703              | 12,28 %  |
| Кабардинцы     | 3327              | 8,69 %   |
| Цыгане         | 2020              | 5,27 %   |
| Корейцы        | 722               | 1,89 %   |
| Балкарцы       | 619               | 1,62 %   |
| Другие         | 1917              | 5,01 %   |
| Итого          | 38 297            | 100,00 % |

Половозрастной состав
По данным Всероссийской переписи населения 2010 года:
| Возраст     | Мужчины, чел. | Женщины, чел. | Общая численность, чел. | Доля от всего населения, % |
| ----------- | ------------- | ------------- | ----------------------- | -------------------------- |
| 0 — 14 лет  | 3 876         | 3 717         | 7 593                   | 19,66 %                    |
| 15 — 59 лет | 11 213        | 12 797        | 24 010                  | 62,16 %                    |
| от 60 лет   | 2 425         | 4 597         | 7 022                   | 18,18 %                    |
| Всего       | 17 514        | 21 111        | 38 625                  | 100,0 %                    |

Мужчины — 17 514 чел. (45,3 %). Женщины — 21 111 чел. (54,5 %).
Средний возраст населения — 38,0 лет. Средний возраст мужчин — 35,4 лет. Средний возраст женщин — 40,2 лет.
Медианный возраст населения — 37,4 лет. Медианный возраст мужчин — 34,5 лет. Медианный возраст женщин — 40,0 лет.

## Муниципальное деление
В Майский муниципальный район входят 5 муниципальных образований, в том числе  1 городское и 4 сельских поселения:
| №        | Муниципальное образование | Административный центр  | Количество населённых пунктов | Население | Площадь, км² |
| -------- | ------------------------- | ----------------------- | ----------------------------- | --------- | ------------ |
| 1e-06    | Городское поселение       |                         |                               |           |              |
| 1        | Майский                   | город Майский           | 6                             | ↗26 843   | 138,43       |
| 1.000002 | Сельские поселения        |                         |                               |           |              |
| 2        | станица Александровская   | станица Александровская | 1                             | ↘3646     | 93,11        |
| 3        | станица Котляревская      | станица Котляревская    | 2                             | ↘3114     | 60,92        |
| 4        | Ново-Ивановское           | село Ново-Ивановское    | 6                             | ↘2969     | 68,35        |
| 5        | Октябрьское               | село Октябрьское        | 1                             | ↘1089     | 23,95        |

## Населённые пункты
Распределение населения района
 г. Майский (69,72 %) ст. Александровская (9,56 %) ст. Котляревская (8,28 %) с. Ново-Ивановское (5,95 %) с. Октябрьское (2,86 %) Остальные (3,63 %)
В Майском районе 16 населённых пунктов, в том числе один город и 15 сельских населённых пунктов.
| №  | Населённый пункт              | Тип              | Население | Муниципальное образование |
| -- | ----------------------------- | ---------------- | --------- | ------------------------- |
| 1  | Александровская               | станица          | ↘3593     | станица Александровская   |
| 2  | Баксан                        | дорожный разъезд | ↘20       | Майский                   |
| 3  | Баксанский                    | хутор            | ↘27       | Ново-Ивановское           |
| 4  | Железно-Дорожная Будка 612 км | ж.-д.будка (нп)  | →0        | станица Котляревская      |
| 5  | Колдрасинский                 | хутор            | ↘203      | Ново-Ивановское           |
| 6  | Котляревская                  | станица          | ↘3114     | станица Котляревская      |
| 7  | Красная Поляна                | село             | ↗66       | Майский                   |
| 8  | Лесное                        | село             | ↘59       | Майский                   |
| 9  | Майский                       | город            | ↗26 210   | Майский                   |
| 10 | Ново-Ивановское               | село             | ↘2236     | Ново-Ивановское           |
| 11 | Ново-Курский                  | хутор            | ↗351      | Ново-Ивановское           |
| 12 | Октябрьское                   | село             | ↘1076     | Октябрьское               |
| 13 | Право-Урванский               | хутор            | ↗165      | Ново-Ивановское           |
| 14 | Пришибо-Малкинское            | село             | ↘56       | Майский                   |
| 15 | Сарское                       | село             | ↗433      | Майский                   |
| 16 | Славянский                    | хутор            | ↘51       | Ново-Ивановское           |

## Органы местного самоуправления
Структуру органов местного самоуправления муниципального образования составляют:
1. Совет местного самоуправления Майского муниципального района — выборный представительный орган района;
2. Председатель совета местного самоуправления Майского муниципального района — высшее должностное лицо района;
3. Местная администрация Майского муниципального района — исполнительно-распорядительный орган района;
4. Глава местной администрации Майского муниципального района — глава исполнительной власти в районе.

Глава местной администрации
- Саенко Татьяна Викторовна (с 25 сентября 2018 года)

Председатель Совета местного самоуправления
- Кармалико Михаил Дмитриевич (с 14 октября 2016 года)

Адрес администрации Майского муниципального района: город Майский, ул. Энгельса, д. 68.

## Экономика
Основу промышленности Майского района составляют пищевая и перерабатывающая промышленность. На территории района по данным на 1 января 2006 года находятся 14 промышленных предприятий: 9 предприятий пищевой промышленности, 1 предприятие по производству стройматериалов, 1 предприятие машиностроения, 1 предприятие по производству медицинской техники, 2 предприятия по производству пара и горячей воды. С 2013 года официально дан старт строительству завода чистых полимеров на территории села Октябрьское.
Майский район является одним из передовых сельскохозяйственных районов республики. На его территории расположено 7 сельскохозяйственных предприятий.

## Транспорт
На территории района расположена узловая железнодорожная станция Котляревская и остановочные пункты Пришиб, Баксан и «1957 км» Северо-Кавказской железной дороги.
Через район проходят автотрассы регионального значения: «Прохладный — Терек — Эльхотово» 83К-001, «Нальчик — Майский» 83К-002 и «Аргудан — Терек» 83К-024.
Сельские населённые пункты имеют налаженную рейсовую связь с районным центром. Также имеется прямое автобусное сообщение районного центра с городами Нальчик и Прохладный.

## Средства массовой информации
- Издаётся районная газета «Майские новости»[29], тиражируемая на территории района и освящающая события, происходящие в нём. Выпускается один раз в неделю.
- Официальный сайт администрации муниципального района.